# デュンダル・アリ・オスマン
デュンダル・アリ・オスマン（オスマン語: دوندار علي عثمان、Dündar Ali Osman〈Osmanoğlu〉、1930年12月30日 - 2021年1月18日）は、オスマン帝国の帝家であったオスマン家の第45代家長・帝位請求者。
第34代皇帝アブデュルハミト2世の曾孫。

## 生涯
父のアブデュルケリムが24歳のころに儲けた子であり、彼が29歳で亡くなったときのデュンダルは5歳であった。
多くの皇族が欧米に亡命して当地の市民権を得て土着化するなかで、デュンダルと家族は、父が亡命し家族を作った地、生まれ故郷のダマスカスに住み続けた。トルコでは民族主義の高揚からオスマン帝国をトルコ民族の偉大さの象徴ととらえなおすようになり、1974年にオスマン家追放法が廃止された。これにより、イスタンブールに帰還する皇族が現れ始めた。デュンダルの甥達はイスタンブールに戻っていったが、デュンダルはなおもダマスカスに留まり続けた。
2011年に勃発したシリア内戦が長期化すると、デュンダルが戦禍に巻き込まれて死亡することを危惧したエルドアン大統領からトルコ帰還勧告が出された。当初はレバノンのベイルートに逃れ、次にイスタンブールに帰還した。追放後のオスマン家当主がイスタンブールに帰還したのはエルトゥールルとデュンダルの2人のみである。
2021年1月18日月曜日遅くにダマスカスで死去。90歳没。オスマン家の当主は弟のハルーン・オスマンが継承した。

## 系図
- アブデュルハミト2世（34代皇帝）‐メフメト・セリム・エフェンディ‐メフメト・アブデュルケリム・エフェンディ‐デュンダル・アリ・オスマン